# Белведере Кампоморо
Белведере Кампоморо (фр. Belvédère-Campomoro) је насељено место у Француској у региону Корзика, у департману Јужна Корзика.
По подацима из 2011. године у општини је живело 158 становника, а густина насељености је износила 5,99 становника/km².

## Демографија
| 1962. | 1968. | 1975. | 1982. | 1990. | 2011. |
| ----- | ----- | ----- | ----- | ----- | ----- |
| 118   | 90    | 82    | 106   | 128   | 158   |